# 秋美愛
秋 美愛（チュ・ミエ、韓国語: 추미애、1958年10月23日 - ）は、韓国の政治家、裁判官。国会議員（6期）。法務部長官（第67代）、共に民主党代表（第3代）を歴任した。
本貫は秋渓秋氏。大邱広域市出身。仏教徒。

## 来歴
大学卒業後、法院判事として各地の法院で勤務。光州高等法院に勤務していた1995年、新政治国民会議総裁であった金大中から入党を要請され政界入りした。
一貫して全羅道に強固な地盤を有する政党（新政治国民会議→新千年民主党→民主党→民主統合党→新政治民主連合→共に民主党）に属しているが、彼女自身は自由韓国党の強固な地盤である慶尚北道大邱市（現・大邱広域市）出身である。初当選後、総裁特別補佐や総裁秘書室長、党最高委員など国民会議や民主党の党要職を歴任した。2004年総選挙では盧武鉉韓国大統領弾劾訴追による民主党への逆風で苦杯をなめたが、2008年総選挙で返り咲きを果たした。｢ポスト孫鶴圭｣時代を担う野党政治家として注目されている。
2012年4月の総選挙で四選、民主統合党代表だった韓明淑が野党連帯が事実上敗北した責任を取って辞任したことを受けて行われた党指導部選挙の結果、党最高委員の一人に選出された。同年12月の大統領選挙では党の大統領候補となった文在寅の選挙対策委員会国民統合委員長に就任し、選挙を支援した。
2015年2月、新政治民主連合の指名職最高委員に任命された。
2016年4月の総選挙で韓国の女性議員では数少ない5選（地域区だけで選出された女性議員では初）を果たし同年8月に行われた共に民主党の全党大会で党代表に選出された。なお保守系政党の支持基盤となっている大邱・慶尚北道（いわゆるTK地域）出身者の女性議員が同党（前身政党も含めて）の代表となり誕生するのはこれが初めての事である。党代表時代はセクハラ問題への対処も評価された。
2019年12月5日、文在寅大統領より1ヶ月半以上も空席になっている法務部長官に指名され、翌年1月2日に就任した。
2020年1月には検察人事で大幅な刷新を断行。文在寅政権と対立している尹錫悦検察総長の側近幹部を含む32人が一斉に地検や閑職に左遷されることとなった。韓国紙は「大虐殺人事」と報じ、大統領府に対する検察の捜査を牽制しようとする「報復人事」だと批判した。
その後も、4カ月で3回もの捜査指揮権を発動するなど、尹錫悦検察総長に対する攻撃は止むことは無く、11月25日には、複数の不正の疑いを確認したとして、憲政史上初めて尹錫悦検事総長の職務執行停止を命令した。12月16日、尹錫悦検察総長に対する2カ月停職処分を大統領が裁可したのと同時に、法務部長官の辞意を表明。12月30日に文在寅は後任の法務部長官に朴範界を指名し、国会での人事聴聞会で了承され次第、秋美愛は法務部長官を退任することとなった。
2021年6月23日、2022年大韓民国大統領選挙への出馬表明をユーチューブを通じて行ったが、党内の予備選挙で李在明と李洛淵に敗れ、3位にとどまった。
2022年の大統領選挙以降はしばらくSNSをやめたが、後にまた大統領の尹錫悦をSNS上で批判するようになった。また、2023年7月ごろに当時の法務部長官の辞任は自主辞職ではなく、文在寅大統領と党側の要請によるものだと説明し、事実上の更迭だったと明らかにした。
2024年の第22代総選挙では京畿道の河南市甲選挙区から出馬し、6選を果たした。同年5月に党内最多選議員として国会議長候補選に参加し、党首の李在明の意向で候補者が事実上秋に一本化されたが、予想に反して禹元植に敗れた。

## 経歴
- 1958年10月23日 慶尚北道大邱市(現･大邱広域市)で出生
- 1981年　漢陽大学校法科大学卒業
- 1982年　第24回司法試験合格
- 1983年　漢陽大学院修士課程大学院（法学）修了
- 1985年　春川地方法院（日本の地方裁判所に該当）判事
- 1989年　仁川地方法院判事
- 1993年　全州市地方法院判事
- 1995年　
  - 光州市高等法院（日本の高等裁判所に該当）判事
  - 9月　高等法院判事を辞任、新政治国民会議に入党
- 1996年4月11日　第15代総選挙、ソウル市広津区乙選挙区で初当選（新政治国民会議）
- 2000年4月13日　第16代総選挙、ソウル市広津区乙選挙区で再選（新千年民主党）。
- 2001年　総裁秘書室長、地方自治委員長（党4役の一つ）、党務委員。
- 2002年　民主党最高委員
- 2003年11月 民主党代表選挙に出馬、落選
- 2004年4月15日　第17代総選挙を民主党の選挙対策委員長[25]として先頭に立って戦ったが、盧武鉉大統領への弾劾訴追に対する民主党への逆風で落選した（当選者はウリ党の金炯柱）。
- 2008年
  - 4月9日　第18代総選挙、ソウル市広津区乙選挙区にて統合民主党から出馬し、ハンナラ党の朴明煥を破って返り咲きを果たす[26]。
  - 7月6日 統合民主党の党代表選挙に出馬したが、この日行なわれた党大会で実施された選挙で、得票率26.5％に留まり、57.6％の得票を得た丁世均に大差で敗れた[27]。
  - 8月26日　第18代国会前半期（～2010年）の常任委員会委員長18名が選出される。秋美愛は環境労働委員会委員長に就任[28][29]。
- 2010年9月9日　10月に行われる全党大会代表最高委員選挙を前に行われた予備選挙に出馬したが敗れた[30]。
- 2012年
  - 4月11日　第19代総選挙、ソウル市広津区乙選挙区で4回目の当選（民主統合党）。
  - 6月9日　全党大会で党最高委員の一人に選出（～2012年11月18日）。
  - 国会産業通商資源委員会所属
- 2015年
  - 2月13日　新政治民主連合指名職最高委員
- 2016年
  - 4月13日　第20代総選挙、ソウル市広津区乙選挙区で5回目の当選（共に民主党）
  - 8月27日　共に民主党代表（～2018年8月25日）

「秋美愛公式ホームページ」の「秋美愛プロフィール」及び連合ニュースなどマスメディアを参照して作成した

## 発言
2004年の盧武鉉大統領弾劾訴追当時、秋は当初弾劾に反対したが、終盤に立場を180度変えた。盧の弾劾訴追案が可決された後、秋は「盧大統領の弾劾事由は減らしても減らしても本にする程度」と発言したため、弾劾に積極的な人物と見なされ、しばらくは政治的な逆風を受けた。秋は後に謝罪として、光州の錦南路から5・18望月洞墓地までの15kmで三歩一拝をした。
2017年6月12日に内閣総理大臣安倍晋三の特使二階俊博と面会した。会談で、秋は日韓合意について「日本の真実追求の努力が先行されるべき」ことを二階に告げたとしている。そのうえで「最終的で不可逆的でなければならないのは日本の謝罪であり、被害者の名誉回復だ」と主張。さらに6月14日には「朴槿恵政権下で交わされた慰安婦合意は、その内容があってはならないものであり、当然無効だ。再交渉を行うべきだ」と主張した。
2017年12月3日に中国共産党が主催した「世界政党幹部との対話」の基調演説で「新世代の設計師である習近平総書記が提唱する『2つの百年』と『中国の夢』が世界の平和と繁栄に貢献すると期待し、確信している。『時代は思想の母』と叫んだ習総書記の言葉に強く共感する」、「新世代の設計士となっている習総書記が呼び掛ける『中国の夢』が、世界の平和と繁栄に貢献することを確信する」と発言した。
2018年5月29日の記者会見で慰安婦問題日韓合意で約束された慰安婦像の移転について「大韓民国は法治主義国家だ。国際法に基づいて日本大使館前の少女像を片付けることができるのか」という問いかけに対して「少女像は全世界に、国を失った国家の少女を性的奴隷にした日本を平和的な方法で告発するもの」として、撤去をおこなうべきではない」という反論した。

## 批判
- 2017年6月、共に民主党代表として都鍾煥文化部長官の就任挨拶で「姓少数者」（都姓が珍しい姓という意味）が長官になったのは嬉しいというふうに発言をしたが、性的少数者を揶揄したとして正義党の元議員から批判を受けた[36]。また、2020年の法務部長官在任中にも検事との対立で「カミングアウト」という言葉を使用したため、再び正義党側から性的少数者用語の誤用だと公式的な批判を受けた[37]。
- 2017年12月1日にTHAAD配備した韓国に報復措置をしている習近平党総書記（国家主席）と記念写真を撮影した際に「韓半島の平和と安定に向けた努力に感謝したい」と述べたり[38]、12月3日に与党代表として中国共産党主催の「世界政党幹部との対話」における演説で民意に反する政権を弾劾して、文在寅政権を誕生させたことを「依法治國[39]の模範を示したもの」と中国共産党の国家統治を意味する依法治國と表現しているため[40]、朝鮮日報に「韓国与党代表が見せた事大」「秋氏は中国がやった何について感謝をするというのか、一度聞いてみたいものだ」と批判されている[38]。中国側にTHAAD報復への抗議を抗議しない姿勢を中国に見せたことや2008年の李明博大統領と2013年の朴槿恵大統領の特使対応と比較して、2017年5月に文大統領から送られた特使としての李海瓚[41]、香港行政長官級の接見対応に「格下」として取り扱われるようになったことを危惧されていて、「中国の夢という中華民族主義の被害を受けてきた半島の歴史を知っていたら口にも出来ない、堂々とした外交は中国だけには例外なのだろう」と疑義を呈されている[38]。
- 2018年には、金大中政府以前から民主党のために数十年間活動してきた岩盤女性党員が他の同党員らによる長年のセクハラとセクハラ後遺症で生死の境を迷ってきたことが発覚した。しかし、党代表としてコメントを出さずに沈黙して加害者党員を処分をせずにしていることを批判されている[42]。
- 2020年、朴元淳ソウル特別市長が元秘書からセクハラを受けたと告発された直後に自殺したことについて、これまで「n番部屋」事件など性犯罪に対して多くの強硬発言をしてきた秋長官が、朴市長をはじめ与党関係者の性的スキャンダルに対しては意図的に沈黙していると批判されている[43]。
- 秋美愛長官の息子が徴兵期間中、計58日間の休暇を取得していたが、その根拠となる病気休暇に関する記録が残っていないことが野党側から指摘され、「政権与党代表である『ママ・チャンス（権力者の母がくれた機会）』を使って『皇帝軍服務』を行ったのではないか」と追及した。また、与党側は安重根の言葉を引き出して秋長官の息子を擁護し、疑惑を指摘した野党を「クーデター勢力」と呼んだ[44]。この件について捜査していたソウル東部地検は2020年9月28日、不正はなかったとして秋や息子らを不起訴処分とした[45]。
- 2020年9月17日、娘が経営するレストランで記者懇談会などの名目で数百万ウォンの政治資金を消費し、政治資金法に違反する疑惑について、「娘の店とはいえ、無料で食べることはできないでしょう。政治資金法違反ではない」「（長女が運営する食堂で）しばしば記者との交流もあり、子供への激励もした」と回答した[46]。
- 秋美愛長官は、4カ月で3回も捜査指揮権を発動し（71年間の憲政史で捜査指揮権発動は、秋美愛長官の分も含めて4回のみ）、対立する尹錫悦検察総長を事件の捜査から手を引かせた。野党は、詐欺前科犯の言葉で捜査指揮権を乱発し、結果的に何の成果も上げられていないと批判した[47]。
- ソウル東部拘置所で新型コロナウィルスのクラスターが発生し、1カ月で全収容者の30％に相当する769人が感染した問題で、感染が拡大していた時期に「尹錫悦検事総長排除」に没頭し、本来の責務である矯正施設の管理には一切神経を使わなかったと批判されている[48]。

## エピソード
夫は全羅北道井邑市内で弁護士事務所を経営している。後輩弁護士によると、夫が過去に全身麻酔の手術を10回以上受けた。生死彷徨の際に「生けたら一生故郷のために奉仕して生きる」と誓ったため、当時判事だった秋の反対を払い除け、故郷の井邑に1人で帰ったという。
あだ名は「秋ダルク」。ただし、尹錫悦の大統領当選後は元国会議員の田麗玉や現職の金雄から「保守の母」という皮肉なあだ名で呼ばれ、共に民主党内からも「『秋尹葛藤』のせいで大統領選挙で負けた」「尹錫悦大統領を作った一等功臣」と言われることがある。